# Sandbeiendorf
Sandbeiendorf ist ein Ortsteil der Gemeinde Burgstall im Landkreis Börde in Sachsen-Anhalt.

## Geographie

### Lage
Sandbeiendorf, ein erweitertes Rundplatzdorf mit Kirche, liegt 7 Kilometer südwestlich der Stadt Tangerhütte östlich der Colbitz-Letzlinger Heide. Es wird vom Sandbeiendorfer Tanger, einem Tanger-Quellbach, der nahe Tangermünde in die Elbe fließt, durchzogen. Nordwestlich des Dorfes liegen die Flächennaturdenkmale „Möhrings Grund“ und „Weidendickicht am Oken“.
Die Umgebung Sandbeiendorfs ist leicht hügelig und steigt nach Westen allmählich an. Die Gemarkung des Ortsteils grenzt im Norden an den Landkreis Stendal.
Nachbarorte sind Burgstall im Nordwesten, das altmärkische Uchtdorf im Nordosten, Mahlwinkel im Westen, Wenddorf im Südosten und Blätz im Südwesten.

### Ortsteilgliederung
Zum Ortsteil Sandbeiendorf gehören neben dem Dorf Sandbeiendorf auch die Wohnplätze Klein Magdeburg (1,5 Kilometer südwestlich) und Klein Sandbeiendorf (3 Kilometer südwestlich vom Dorf).

## Geschichte

### Mittelalter bis Neuzeit
Im Jahre 1121 wurde der Ort als Bindorp erstmals aufgeführt, als der Bischof Reinhard von Halberstadt den Augustiner-Chorherren von Schöningen einen Ort Calbe übereignete. Weitere Nennungen sind 1137 Bintorp, 1417 Beiendorf (wurde von Magdeburgern abgebrannt) 1540 Beidendorf 1608 Bindurff, um 1650 Sand Bejerdorff und 1804 Sand=Beyendorf, Sand=Beyersdorf.

### Archäologie
Urnen-Scherbenfunde auf dem wendischen Kirchhof im Jahre 1852 und die Untersuchung von Resten eingetiefter Häuser im Jahre 1970 deuten auf eine slawische Siedlung des 9. oder 10. Jahrhunderts im Dorf und südwestlich davon. Nordöstlich des Dorfes liegen die Burgstücke, ein etwas erhöhter ebener Acker zwischen den Wiesen des Mühlengrabens (Sandbeiendorfer Tanger) und der Straße nach Uchtdorf. Auf dem Felde ist undeutlich ein ½ m hoher Wall zu erkennen, der eine rundliche Fläche von 80 bis 100 Meter einschließt.

### Eingemeindungen
Sandbeiendorf gehörte bis 1807 zum altmärkischen Amt Burgstall, lag aber im Holzkreis im Herzogtum Magdeburg, dann bis 1813 zum Kanton Rogätz im Distrikt Neuhaldensleben. Danach kam die Gemeinde kurz zum Kreis Neuhaldensleben. Ab 1815 gehörte die Gemeinde zum Kreis Wolmirstedt, dem späteren Landkreis Wolmirstedt.
Am 25. Juli 1952 erfolgte die Umgliederung der Gemeinde Sandbeiendorf in den Kreis Tangerhütte. Am 1. Januar 1988 wurde sie dem Kreis Wolmirstedt zugeordnet. Am 1. Juli 1994 kam Sandbeiendorf zum Ohrekreis. Nach dessen Auflösung kam die Gemeinde am  1. Juli 2007 zum heutigen Landkreis Börde.
Am 1. Januar 2010 schlossen sich die bis dahin selbstständigen Gemeinden Sandbeiendorf, Cröchern und Dolle mit Burgstall zur neuen Gemeinde Burgstall zusammen.

### Einwohnerentwicklung
| Jahr | Einwohner |
| ---- | --------- |
| 1785 | [00]215   |
| 1801 | 231       |
| 1818 | 266       |
| 1840 | 293       |
| 1864 | 326       |
| 1871 | 327       |
| 1885 | 333       |

| Jahr | Einwohner |
| ---- | --------- |
| 1895 | 283       |
| 1905 | 251       |
| 1925 | 279       |
| 1939 | 241       |
| 1946 | 446       |
| 1964 | 290       |
| 1971 | 254       |

| Jahr | Einwohner |
| ---- | --------- |
| 1981 | 216       |
| 1993 | 269       |
| 2006 | 280       |

Quelle wenn nicht angegeben:

## Religion
Die evangelische Kirchengemeinde Sandbeiendorf gehörte früher zur Pfarrei Cröchern bei Burgstall. Sie wird heute betreut vom Pfarrbereich Angern im Kirchenkreis Haldensleben-Wolmirstedt im Bischofssprengel Magdeburg der Evangelischen Kirche in Mitteldeutschland.
Die ältesten überlieferten Kirchenbücher für Sandbeiendorf stammen aus dem Jahre 1644.
Die katholischen Christen gehören zur Pfarrei St. Christophorus in Haldensleben im Dekanat Stendal im Bistum Magdeburg.

## Politik

### Wappen
Das Wappen wurde am 29. März 1996 durch das Regierungspräsidium Magdeburg genehmigt.
Blasonierung: „In Blau; gekreuzt eine goldene Sense und ein goldener Dreschflegel begleitet von drei goldenen Sternen (2:1).“
Abgeleitet vom Wappen sind die Gemeindefarben der ehemaligen Gemeinde Gold (Gelb)-Blau.

## Kultur und Sehenswürdigkeiten

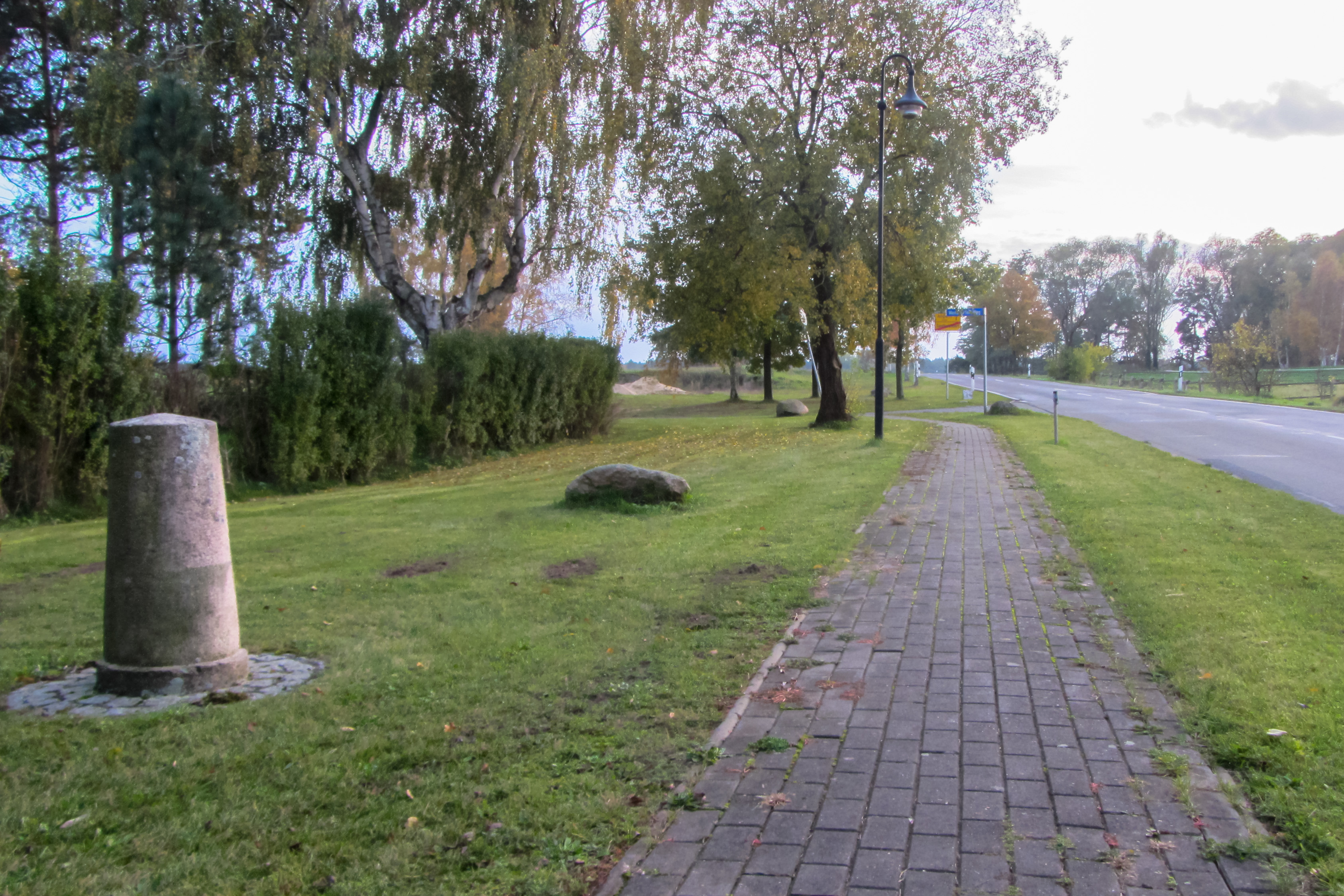
Preußischer Rundsockelstein in Sandbeiendorf

- Die evangelische Dorfkirche Sandbeiendorf, eine romanische Saalkirche, ist ein Granitquaderbau, der 1751 einen Westturm erhielt.[17]
- Auf dem Ortsfriedhof ist für fünf unbekannte KZ-Häftlinge, die bei einem Todesmarsch im April 1945 ihr Leben verloren haben, ein Sammelgrab angelegt.
- Südlich der Kirche steht ein Kriegerdenkmal, eine Stele mit Gedenktafeln für die Gefallenen des Ersten und Zweiten Weltkrieges.[18]

## Wirtschaft und Infrastruktur
Sandbeiendorf wird vorwiegend von der Landwirtschaft geprägt, unter anderem mit Pferdezucht und Ökohof.

### Schweineproduktion
Die Schweinezucht „van Gennip Tierzuchtanlage GmbH“ des niederländischen Großproduzenten umfasst über 60.000 Schweine Amtliche Kontrollen bestätigten Vorwürfe der Tierschutzaktivisten von Animal Rights Watch, die 2013 erhebliche Missstände dokumentiert hatten, woraufhin der Betreiber der Anlage ein Zwangsgeld zahlen musste. Gegen die Tierschützer wurde Anzeige wegen Hausfriedensbruch erstattet. In zweiter Instanz erfolgte vor dem Landgericht Magdeburg ein Freispruch wegen rechtfertigenden Notstands nach § 34 StGB. Nach der Revision vor dem OLG Naumburg wurde der Freispruch in 2018 bestätigt.

### Verkehrsanbindung
Von Sandbeiendorf aus führen Landstraßen nach Dolle an der Bundesautobahn 14 (Magdeburg–Schwerin), nach Tangerhütte sowie über Uchtdorf nach Angern / Rogätz. Der nächste Bahnhof befindet sich in der sieben Kilometer entfernten Gemeinde Mahlwinkel an der Bahnstrecke Magdeburg–Wittenberge.